# Бахмутский, Александр Наумович
Александр Наумович Бахмутский (1911, Белгород, Белгородский уезд, Курская губерния, Российская империя — 1961, СССР) — советский хозяйственный, государственный и партийный деятель.

## Биография
Родился в 1911 году в обрусевшей еврейской семье, не владел идишем. Родители — медработники, отец пытался сделать партийно-профсоюзную карьеру. Образование: школа-семилетка и ФЗУ. В 1929−1933 годах — слесарь на заводе «Серп и молот». Член ВКП(б) с 1932 года. Далее начальник спецотдела и секретарь парткома Московского завода им. Кирова. Затем якобы был первым заместителем наркома коммунального хозяйства РСФСР.
В 1938—1943 годах — заместитель председателя Организационного комитета Президиума Верховного Совета РСФСР по Хабаровскому краю, заместитель председателя Исполнительного комитета Хабаровского краевого Совета.
С апреля 1943 года по 18 июля 1949 года 1-й секретарь Областного комитета ВКП(б) Еврейской автономной области. Избирался депутатом Верховного Совета СССР 2-го созыва. В 1944—1948 годах являлся членом Еврейского антифашистского комитета (ЕАК). В 1946 году заявил, выступая с докладом в редакции газеты «Эйникайт» (печатный орган Еврейского антифашистского комитета), о том, что область, при условии дальнейшего развития экономики, культуры и заселения её территории, может быть преобразована в автономную республику.
К первым значимым шагам следует отнести решение бюро обкома ВКП(б) и исполком областного Совета о создании в ЕАО еврейских детских домов в феврале 1945 года. Была развернута большая работа по подготовке к встрече и приёму новых переселенцев. В 1947 году «Эйникайт» рассказывает о готовности отправки эшелона из Винницкой области. В нём находилось 260 семей общей численностью более тысячи человек.
В марте 1945 года состоялся Второй областной смотр художественной самодеятельности. Обком ВКП(б) провёл совещание по его итогам. Был выявлен ряд недостатков, в числе которых впервые за многие годы было отмечено, что в области лишь в небольшой степени показано национальное, еврейское самодеятельное искусство. В этом же году состоялось учредительное собрание отделения Географического общества Академии наук СССР в ЕАО, ставившего своей целью изучение географии, археологии, этнографии, геологии, флоры и фауны и истории области, участие в географических изданиях Академии наук СССР. Постановление СНК РСФСР от 26 января 1946 года «О мероприятиях по укреплению и дальнейшему развитию хозяйства Еврейской автономной области» предусматривало отправку в область 50 учителей и 20 врачей преимущественно еврейской национальности. Подготовленное следом решение секретариата ЦК КПСС от 4 апреля 1946 года «О мерах помощи обкому ВКП(б) Еврейской автономной области в организации массово-политической и культурно-массовой работы среди населения» дало возможность увеличить тираж газеты «Биробиджанская звезда» с семи до десяти тысяч экземпляров, периодичность выпуска газеты «Биробиджанер штерн» возросла с одного до трёх раз в неделю, был решён вопрос об издании литературно-художественного и общественно-политического альманаха «Биробиджан» объёмом в шесть печатных листов. В 1946 году намечалось приобрести 50 тысяч экземпляров политической, художественной и научно-технической литературы, новую киноаппаратуру, музыкальные инструменты, радиорепродукторы и т.п.
В мае 1946 года при участии А. Бахмутского принимается постановление к 30-летию со дня смерти Шолом-Алейхема. Специальную концертную программу из произведений писателя должен был подготовить театр им. Кагановича. Редактору «Биробиджанер штерн», писателю Б. Миллеру (Бэру Мейлеру) было поручено выступить с докладом на торжественном вечере. Было принято решение присвоить одной из улиц города Биробиджана имя Шолом-Алейхема.
В октябре в газетах «Биробиджанер штерн» и «Биробиджанская звезда» выходят статьи, посвящённые вопросу пропаганды и агитации на родном языке трудящихся. Сообщается, что этот вопрос был обсуждён на бюро обкома ВКП(б), которое «сурово осудило недооценку политического значения этого дела. Горкому и райкомам партии предложено принять действенные меры по развёртыванию пропагандистской, массово-политической работы и культурного обслуживания на родном языке».
На заседании областного Совета депутатов трудящихся был заслушан  отчёт «О работе областного краеведческого музея за 1945-1946 годы». Отмечалось, что за первый год работы сотрудникам музея удалось организовать несколько отделов, причём отдел еврейской культуры был представлен наиболее широко: «Евреи в средневековье», «Старый быт евреев», «Евреи в истории мировой культуры»,  «Еврейская культура до революции и в годы войны», «Евреи — художники, скульпторы, писатели и композиторы», «Евреи и революционное движение», «Участие еврейского народа в Великой Отечественной войне». В Биробиджане публикуется статья директора областного краеведческого музея Г. Гринберга, который  пишет, что музей не может быть только краеведческим. «Он должен шире отражать культуру и быт еврейских трудящихся масс в Советском Союзе».
В газете «Эйникайт» в августе 1947 года выходит статья Бахмутского «Кардинальные вопросы дня», в которой была представлена стратегия работы по преобразованию ЕАО в республику. Реализация этих планов могла бы, по мысли Бахмутского, сделать фактом превращение ЕАО в центр еврейской национальной культуры СССР. Выступление Бахмутского на страницах известного в мире еврейского издания должно было привлечь дополнительные инвестиции в область. Автор, возможно, рассчитывал, что, привлекая зарубежные средства в область, он подвигнет правительство на дополнительное финансирование обустройства прибывающих переселенцев. Весеннее наводнение 1947 года причинило большой урон сельскому хозяйству, и он надеялся, что будут выделены средства на восстановление города и сёл. В своей статье Бахмутский акцентирует внимание на экономике региона, указывая на кадровый голод.
Бахмутский проповедовал  необходимость усиленно развивать еврейскую культуру. В статье он рассказывает о творческой интеллигенции ЕАО, приводит имена писателей, поэтов, журналистов, артистов, художников: Бэр Слуцкий, Б. Миллер, Н. Фридман, Н. Циркель, еврейских советских поэтов И. Эмиота, И. Бронфмана, И. Гросса и Х. Гельфанда и других. Бахмутский обращает внимание на задачи, стоящие перед областью в сфере культуры: «…чтобы решить их успешно и быстро, необходимы силы, которыми область вряд ли располагает. Необходима помощь еврейской интеллигенции всей страны… Вопрос организации образования еврейских детей на родном языке — один из самых важных, так как касается дальнейшего развития еврейской советской культуры. Мы расширяем сеть еврейских школ, но эти школы располагают лишь небольшим количеством учебников — начиная с азбуки, грамматики, книг для чтения и заканчивая учебниками по математике, физике, химии, истории и др. В Москве, Ленинграде, Киеве и других городах есть люди, которые в состоянии создать эти учебники, а также перевести их на идиш. ... Перед нами стоит целый ряд задач, связанных с образованием на идише. Уже сейчас необходимо начать подготовку к созданию в Биробиджане государственного университета и организации политехнического образования на родном языке. Еврейская интеллигенция, которая сейчас работает в вузах, работники науки — евреи должны проявить инициативу и помочь нам в проведении этой чрезвычайно важной меры… Для развития еврейской советской культуры чрезвычайно необходимо, чтобы в Биробиджанскую группу еврейских советских писателей влились талантливые писатели, драматурги, поэты, публицисты и журналисты, для работы которых издавать их произведения в области есть все условия … Нужно создать в Биробиджане большой музей еврейской культуры, где должны быть собраны все экспонаты и материалы, которые сейчас разбросаны по стране. Нужно собрать, обработать и обобщить материалы об участии еврейского народа вместе с другими народами СССР, в социалистическом строительстве, в Отечественной войне, в большом послевоенном строительстве и восстановлении. Имеет смысл продумать и решить вопрос о переводе в Биробиджан кабинета еврейской культуры, который теперь работает в Киеве. Назрела потребность заняться вопросом создания Государственного ансамбля еврейской песни и танца, в котором должны принять участие большие мастера — музыканты и актёры. Такой еврейский советский ансамбль (а со временем, возможно, и симфонический оркестр, филармония) должен быть создан именно здесь, в ЕАО. ... Решение этих вопросов нельзя откладывать, их следует решить в ближайшее время. Но всё это станет возможным лишь при условии большого притока высококвалифицированных кадров. Этот приток в любом случае должен быть организован. ЕАО в ближайшем будущем должна стать цветущим и могучим краем. К этому стремятся советские евреи и все народы Советского Союза. Она должна быть построена руками трудящихся евреев. Это дело нашей чести, нашей социалистической совести». (Перевод статьи с идиша — А.В. Зарембо.)
Однако 1949 год начинается с компании борьбы с "еврейским буржуазным национализмом" в культуре.  Состоявшееся в феврале собрание писателей Биробиджана обсудило итоги XII пленума правления Союза советских писателей и статьи газет «Правда» и «Культура и жизнь» об антипатриотической группе театральных критиков. Через месяц на собрании интеллигенции города Биробиджана с докладом выступил секретарь обкома З. Брохин. Объектом критики становятся писатели Б. Миллер и Г. Рабинков, Эмиот, Бергельсон, Слуцкий, Вассерман, редактор литературного вещания радиокомитета Шименко, художник Цимеринов и другие. В начале мая 1949 года, к 15 годовщине образования Еврейской автономной области, выходит последняя статья А. Бахмутского под заголовком «В братской семье советских народов». Речь в ней шла в основном об экономических итогах развития области. Практически исчезли вопросы развития еврейской национальной культуры и тех задач, которые были обозначены в «Кардинальных вопросах дня».
"Д. Вайсерман называет его «Биробиджанским мечтателем», считая, что Александр Бахмутский, уже знавший об отсутствии согласования в Москве главного вопроса — создания Еврейской республики в Биробиджане, всё же пытался решить этот вопрос, подойдя к нему с другой стороны — рассчитывая привлечь в поддержку своих устремлений зарубежную прессу, общественные организации. Бахмутский считал, что международная поддержка и помощь подвигнет правительство страны быстрее принять так необходимые для Биробиджана решения об изменении статуса автономии. Возможно, что этот до конца непродуманный и даже отчаянный шаг, сделанный им из желания во что бы то ни стало добиться своей цели, мог быть списан тогда на его молодость и отсутствие жизненного опыта. Но вторая попытка создания Еврейской республики была обречена на провал"
Почти весь 1948 год находился в Москве на курсах ЦК ВКП(б). Был на похоронах Соломона Михоэлса. Несмотря на проводимую в стране кампанию борьбы с национализмом, принимает участие в совещании в Москве, которое проводит Министерство кинематографии СССР. По его итогам принято решение о выпуске в 1949 году документального фильма, посвящённого Еврейской автономной области, а производство фильма поручено Хабаровской киностудии.
Постановлением Политбюро ЦК ВКП(б) от 25 июня 1949 года за недостойное поведение в отношениях с «Амбиджаном» (Американо-Биробиджанский комитет в США) ему объявлен строгий выговор, за допущенные политические ошибки он снят с работы первого секретаря обкома ВКП (б) ЕАО, а 18 августа 1949 года обком ВКП (б) ЕАО исключил Бахмутского из партии за неискреннее поведение, непризнание полностью допущенных им политических ошибок и как «носителя буржуазно-националистических взглядов, практически проводившего их в жизнь».
Переехал в Новочеркасск и устроился на работу начальником планово‑распределительного бюро аппаратного цеха Новочеркасского электровозостроительного завода имени Будённого.  28 января 1951 года арестован в Новочеркасске Управлением МГБ СССР по Ростовской области. Доставлен в Москву в Лефортовскую тюрьму МГБ СССР. Привлечён в рамках Биробиджанского дела вместе со всей бывшей партийно-хозяйственной элитой области. 2 февраля 1951 года заместитель начальника отделения 2-го ГУ МГБ СССР майор Кривов, рассмотрев материалы на Бахмутского, нашёл, что «Бахмутский в период работы в ЕАО проводил антисоветскую националистическую линию, поддерживал преступную связь с американским еврейским комитетом «Амбиджан» и направлял в Америку информацию, в которой сообщал данные, составляющие государственную тайну», и вынес постановление на арест и обыск Бахмутского. В тот же день постановление утвердил министр госбезопасности СССР генерал-полковник Абакумов, а 3 февраля 1951 года арест санкционировал заместитель Генпрокурора СССР генерал-майор юстиции Хохлов.
5 февраля 1951 года следственное дело № 4518 по обвинению Бахмутского А.Н. в преступлениях, предусмотренных ст.ст. 58-1 «а», 58-10 ч.1 и 58-11 УК РСФСР, принял к своему производству старший следователь СЧ по ОВД МГБ СССР майор Кузьмин, а 7 марта 1951 года это же дело принял к своему производству старший следователь СЧ по ОВД МГБ СССР майор Гришаев. 23 апреля 1951 года это же дело принял к своему производству старший следователь СЧ по ОВД МГБ СССР подполковник Дворный.
16 июля 1951 года по указанию и.о. Министра госбезопасности СССР Огольцова следователь Дворный вынес постановления о передаче дела для дальнейшего расследования в Следственный отдел УМГБ СССР по Хабаровскому краю и этапировании Бахмутского в г. Хабаровск спецконвоем (17 июля 1951 года постановление утвердил ВРИО начальника СЧ по ОВД МГБ СССР подполковник Рюмин).
Через месяц Бахмутского доставили в г. Хабаровск, и 20 августа 1951 года следдело № 96 принял к своему производству сначала старший следователь 2-го отделения СО УМГБ СССР по Хабаровскому краю старший лейтенант Меняйло, а 22 сентября 1951 года - начальник 2-го отделения СО УМГБ СССР по Хабаровскому краю старший лейтенант Озерский.
К декабрю 1951 года уголовные дела на Бахмутского, Зильберштейна, Левитина, Брохина, Рутенберга, Фрадкина, Фридмана и Мальтинского были объединены в одно производство в рамках следственного дела № 69.
12 декабря 1951 года утверждено обвинительное заключение по следственному делу № 69. Все обвиняемые свою вину признали, за исключением Брохина, Мальтинского, Фридмана и Фрадкина, которые отрицали обвинение по статье 58-1 «а» УК РСФСР («Измена Родине»). В декабре 1951 года дело направили в Москву Военному прокурору войск МГБ СССР для предания обвиняемых суду Военной Коллегии Верховного Суда СССР.
20-23 февраля 1952 года на закрытом заседании Военной Коллегии Верховного Суда СССР по следственному делу № 69 был осуждён по статьям 58-1а, 58-10 ч. 2 и 58-11 УК РСФСР с семью другими бывшими партийно-советскими работниками и журналистами ЕАО (М. Н. Зильберштейн, М. Е. Левитин, З. С. Брохин, А. М. Рутенберг, М. М. Фрадкин, Н. М. Фридман и Х. И. Мальтинский). Их осудили за проведение антисоветской националистической деятельности, связь с американским обществом «Амбиджан», передачу через Еврейский антифашистский комитет в США и разглашение в выступлениях и в печати сведений, составляющих государственную тайну СССР. Приговорён к расстрелу. Постановлением Президиума Верховного Совета СССР от 5 апреля 1952 года высшая мера наказания заменена лишением свободы сроком на 25 лет с поражением прав сроком на 5 лет. Наказание отбывал в ИТЛ МВД в Коми АССР (п. Инта, Кожвинский район, п/о Кожым, п/ящик 388/18).  
В 1955 году при новой проверке судебного дела Прокуратурой СССР было установлено, что МГБ СССР, использовав отдельные ошибки Бахмутского, за которые он решением ЦК ВКП(б) был наказан в партийном порядке, подвергли его незаконному аресту и путём фальсификации обвинений представили Бахмутского как человека, допустившего контрреволюционные преступления, в результате чего он был осуждён. На этом основании 9 сентября 1955 года военный прокурор отдела Главной военной прокуратуры внёс в Военную Коллегию Верховного Суда СССР заключение с предложением отменить приговор ВК ВС СССР от 20-23 февраля 1952 года в отношении Бахмутского и других по вновь открывшимся обстоятельствам и дело производством прекратить за отсутствием состава преступления, освободив осуждённых от наказания.
28 декабря 1955 года Военная Коллегия ВС СССР приговор  ВК ВС СССР от 20-23 февраля 1952 года в отношении Бахмутского и других отменила по вновь открывшимся обстоятельствам, а дело на них на основании п. 5 ст. 4 УПК РСФСР производством прекратила за отсутствием состава преступления. 23 января 1956 года А. Бахмутский вышел на свободу.
25 апреля 1956 года постановлением Президиума Верховного Совета СССР пункт 27 постановления Президиума Верховного Совета СССР от 5 апреля 1952 года № 118/77сс в отношении Бахмутского и Зильберштейна о замене им расстрела на 25 лет ИТЛ в связи с вновь открывшимися обстоятельствами отменён.
28 февраля 1956 года Постановлением Президиума ЦК КПСС (протокол № П-2/9) Бахмутский А.Н. был восстановлен в КПСС с 1932 года с указанием перерыва в партстаже. Наряду с этим Комитет Партийного Контроля снял с него партийное взыскание, объявленное решением Политбюро ЦК ВКП(б) в 1949 году.
Умер в 1961 году.

## Документ
Решение политбюро ЦК ВКП(б) о смене руководства Еврейской автономной области 25.06.1949
ВЫПИСКА ИЗ ПРОТОКОЛА № 70 ЗАСЕДАНИЯ ПОЛИТБЮРО ЦК
Решение от 25 июня 1949 г.
45. Об ошибках секретаря обкома Еврейской автономной области Хабаровского края т. Бахмутского А.Н. и председателя облисполкома т. Левитина М.Е.
(Секретариат ЦК от 16.VI.49 г., протокол № 438, п. 100-с)
Рассмотрев материалы, представленные Хабаровским крайкомом ВКП(б) в связи с проверкой работы парторганизации Еврейской автономной области, и заслушав объяснения первого секретаря обкома партии т. Бахмутского, председателя облисполкома т. Левитина, ЦК ВКП(б) отмечает, что тт. Бахмутский и Левитин допустили серьёзные политические ошибки в идеологической работе и в хозяйственном строительстве.
Тт. Бахмутский и Левитин примиренчески относятся к фактам проявления буржуазного национализма, в результате чего в областной газете «Биробиджанер штерн», литературно-художественном альманахе «Биробиджан», областном радиокомитете и других идеологических учреждениях области длительное время орудовала группа националистов, пропагандировавшая в области сионистско-националистические взгляды.
Тт. Бахмутский и Левитин нетребовательно и неразборчиво подходят к подбору и выдвижению кадров, что привело к засорению отдельных звеньев партийного и советского аппарата сомнительными в политическом и непригодными в деловом отношении людьми, мало выдвигались на руководящие посты новые кадры, хорошо проявившие себя на практической работе.
Тт. Бахмутский и Левитин не только не дали правильной политической оценки существовавшим длительное время связям областных организаций с Американо-Биробиджанским комитетом в США, но и принимали подачки этого комитета, добивались расширения связей, чем способствовали распространению проамериканских и буржуазно-националистических настроений среди некоторой части населения области.
Тт. Бахмутский и Левитин не дали также правильной политической оценки существующим многочисленным частным связям граждан Еврейской автономной области с Америкой, как каналу проникновения вражеской пропаганды, и фактам получения гражданами материальных посылок, как явлению, принижающему достоинство советских граждан.
Тов. Бахмутский в своих печатных и устных выступлениях допускал политические ошибки, утверждая, что Еврейская область строится и будет построена только руками евреев, и пропагандируя прожектёрские планы о преобразовании области в союзную республику, о необходимости распространения печатных издании области среди всех евреев Советского Союза, чем отвлекал партийную организацию от решения насущных политических и хозяйственных задач.
Обком ВКП(б) и облисполком неудовлетворительно руководили делом хозяйственного и культурного развития области. Большинство предприятий области работает плохо и не выполняет государственных планов, сельское хозяйство находится в запущенном состоянии, многие колхозы являются экономически слабыми, имеют низкую доходность и ежегодно не рассчитываются с государством, в области происходит уменьшение количества колхозных дворов. Обком не принимает необходимых мер для создания нормальных жилищно-бытовых условий переселенцев. Партийные и советские органы области не организовали строительство жилых домов для переселенцев, ввиду чего часть семей колхозников находится в плохих жилищных условиях.
ЦК ВКП(б) постановляет:
1. За допущенные политические ошибки снять тт. Бахмутского А.Н. с поста первого секретаря обкома ВКП(б) Еврейской автономной области и Левитина М.Е. с поста председателя облисполкома. Объявить строгий выговор тт. Бахмутскому А.Н. и Левитину M.E. за недостойное поведение в отношениях с Американо-Биробиджанским комитетом в США.
2. Утвердить первым секретарём обкома ВКП(б) Еврейской автономной области т. Симонова П.В., освободив его от работы в аппарате ЦК ВКП(б).
3. Утвердить председателем облисполкома Еврейской автономной области т. Беньковича Л.Е., освободив его от работы зав. отделом машиностроения Куйбышевского обкома ВКП(б).
4. Обязать Хабаровский крайком партии и обком ВКП(б) Еврейской автономной области устранить недостатки, отмеченные в настоящем постановлении, и исправить допущенные серьёзные политические ошибки в области идеологической работы и хозяйственного строительства области.
5. Поручить Хабаровскому крайкому партии принять меры по укреплению партийных и советских органов Еврейской автономной области проверенными в политическом отношении руководящими кадрами.
Секретарь ЦК
И. СТАЛИН
Товарищу Маленкову Г.М.
Представляем проект решения ЦК ВКП(б) «Об ошибках обкома ВКП(б) Еврейской автономной области».
П. Пономаренко, М. Суслов, М. Шкирятов,
Д. Шепилов, А. Дедов, Д. Полянский.
9 июня 1949 г.
Тт. Маленкову, Хабаровскому крайкому ВКП(б), Дедову, Круглову, Оргбюро.
РГАСПИ. Ф. 17. Оп. 118. Д. 428. Л. 31—33. Подлинник.
Протокол судебного заседания Военной коллегии Верховного Суда Союза ССР, 20–23 февраля 1952 г.
Подсудимый БАХМУТСКИЙ в последнем слове заявил:
Граждане члены Военной Коллегии. В ходе рассмотрения дела в суде стало совершенно очевидным, что я совершил тяжкие преступления перед партией, советским правительством, Родиной. Я глубоко прочувствовал свою вину. Я должен нести ответственность.
Я просил бы учесть при решении моей судьбы следующее. До приезда в Биробиджан я не был националистом. Столкнувшись с националистическими настроениями и их носителями, с вопросами о 8 еврейских колхозах, еврейской школе и др., не носившими в своей постановке явного антисоветского характера, я не нашёл сил для борьбы с национализмом. Мой общий уровень развития, недостаточная грамотность, аморальное поведение в быту не позволили мне сделать этого, и я оказался в плену националистических идей. Но я никогда не питал вражды к партии и советскому государству, и у меня не было мысли причинить вред интересам Родины. Это меня не оправдывает, но я должен сказать, что если бы сидящие здесь работники области вовремя помогли бы мне, предупредили, одернули, то ошибок и преступлений не было бы допущено. Кроме того, меня дезориентировали в Крайкоме ВКП (б).
Работники Крайкома говорили мне, что еврейская культура в области в загоне и надо усилить работу в этом направлении.
Я не оправдываюсь и понимаю свою ответственность, но я не могу принять всю вину на себя. Я не был убеждённым националистом и не проповедовал враждебные взгляды, но в моих статьях были сомнительные, а зачастую неправильные формулировки, я провёл ряд мероприятий националистического характера и в этом моя вина и вина большая.
Я считаю всё же, что в целом политическая линия обкома была правильной, но я и другие отвечаем за те националистические извращения, которые были допущены. Связь с «Амбиджаном» я не считал преступной, так как не знал, что это шпионская организация. Я должен был распознать её лицо, учитывая агрессивную роль Америки в современный период, её политику в отношении СССР и то, что американцы ничего не делают даром.
В своём докладе на заседании «ЕАК» я выболтал целый ряд важных государственных сведений, но сделал это я не умышленно. Хотя я и был членом «ЕАК», но я не знал о его вражеской деятельности. Ни с кем из её руководителей я не был связан и бесед с ними не имел. Ведь я находился на расстоянии более 10 тысяч километров от Москвы.
Когда в 1948 году мне стало известно о ненормальных явлениях в этом комитете, я информировал об этом ЦК ВКП (б). Я сказал, что в «ЕАК» группируются недовольные элементы, что деятельность комитета заслуживает пристального внимания.
Моя вина в том, что я, будучи членом «ЕАК», вовремя не разобрался, что это за организация.
Я говорю здесь сущую правду. Вы правильно сказали, что надо помочь партии выкорчевать корни национализма. В ходе следствия и в суде я не щадил ни себя, ни других, и показывал все и обо всех именно потому, что я никогда не был убеждённым националистом и не питал вражды к ВКП (б) и советскому правительству. Я всеми силами старался показать в своих статьях и выступлениях, как партия и правительство заботятся об области.
Мне 40 лет. Более половины своей жизни я провёл в рядах комсомола и партии. У меня единственная цель в жизни - быть полезным строителем коммунистического общества. Я совершил преступления. Имею единственную просьбу: оказать мне ещё раз доверие, дать возможность трудом искупить вину. Я отдам все силы и всю жизнь этому делу.
Архив ФСБ РФ. П-80190. Т. 10. Л. 133–215. Подлинник.